# Pi Yen
Das Pi Yen (Thai: ปี่เญ็น) gehört zu den Durchschlagzungeninstrumenten und besitzt eine einzelne durchschlagende Zunge. Es wird im Süden des Isan, dem Nordosten von Thailand, gespielt.
Das Rohrblatt besteht aus einem kleinen, dünnen Metallverschluss wie bei der Khaen. Das Pi Yen wird in einem Ensemble benutzt und zu allen Volksklängen des südlichen Isaan gespielt.